# Clusium
Clusium (Græsk: Klýsion eller Κλούσιον, Klousion; Umbrisk: Camars) var en by i oldtidens Italien – en af flere fundet på samme sted, beliggende i den nuværende italienske kommune Chiusi (Toscana). Den romerske by var bygget efter model af en tidligere etruskisk by, Clevsin, som er fundet på territoriet af en forhistorisk kultur, muligvis også etruskisk eller proto-etruskisk. Stedet er beliggende i det nordlige centrale Italien på den vestlige side af Appenninerne.

## Lokation
Chiusi ligger på en bakke over Clanis-flodens dal nær Clusium-søen, som begge havde disse navne i antikken. Clanis er en del af Tiberens drænsystem og var sejlbar med båd derfra. Rom kunne også tilgås via via Cassia, som blev bygget over en etruskisk vej.

## Eksterne links
- Livius.org: Clusium (Chiusi) Arkiveret 2008-08-21 hos  Wayback Machine </link>

43°01′00″N 11°57′00″Ø / 43.01667°N 11.95°Ø